# Porta Mazara

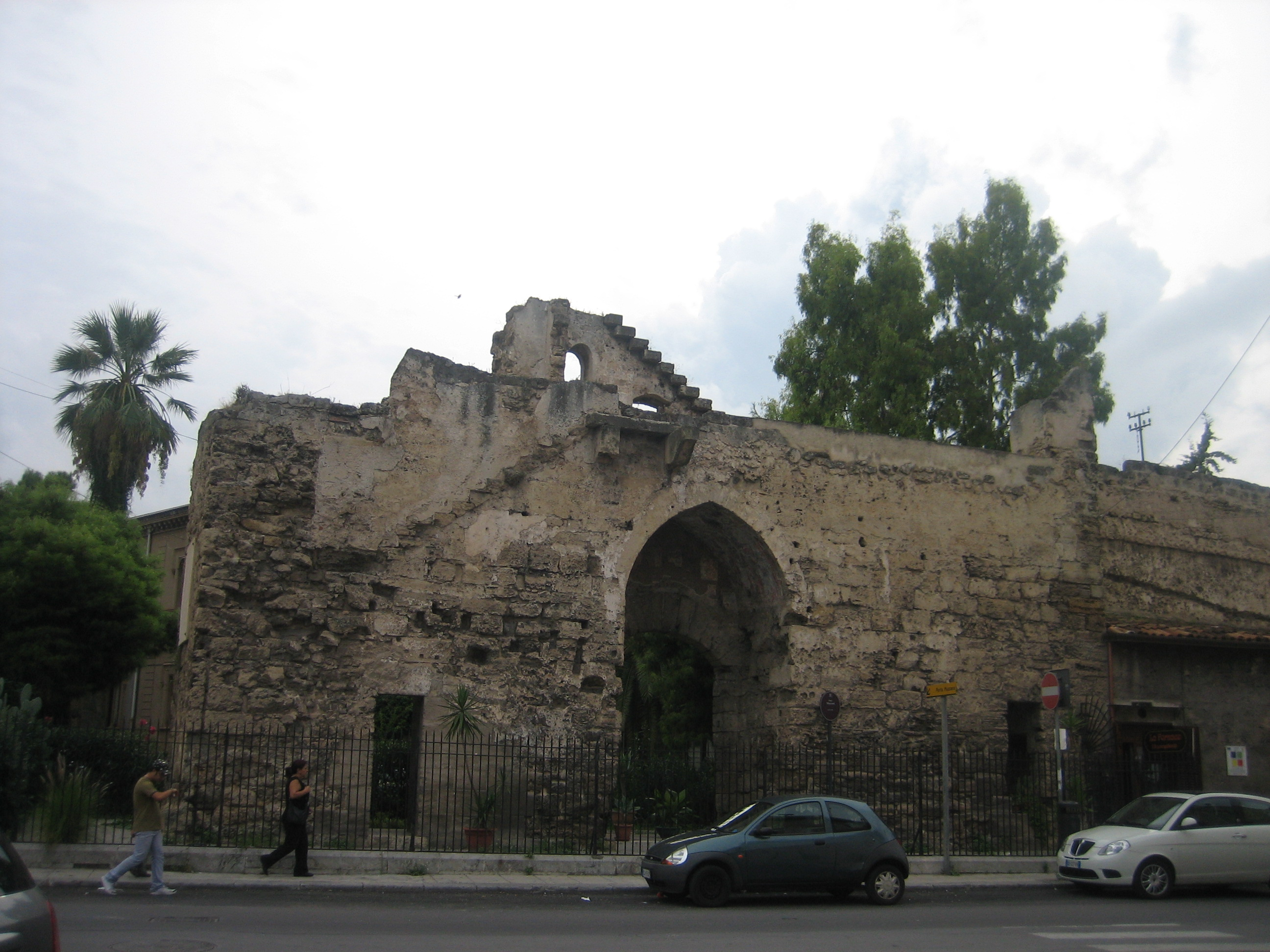
Porta Mazzara

Die Porta Mazara, auch Porta Mazzara, war ein Stadttor des mittelalterlichen Palermos im südwestlichen Stadtteil Albergheria.

## Geschichte
Die Porta Mazara wurde im 12. Jahrhundert als Ersatz für ein arabisches Tor an dieser Stelle errichtet und 1326 von Federico d’Aragona restauriert und ausgebaut. Im 16. Jahrhundert wurde sie durch den Bau der  Bastei von Montalto an der Stelle unbrauchbar. Als Ersatz für das Tor wurde 1638 in unmittelbarer Nähe südlich die Porta Montalto errichtet.
Beim Abriss der Bastei 1885 wurde das alte Tor wieder freigelegt.

## Beschreibung
Das Tor hat drei spitzbogige Durchgänge. Die beiden kleineren Durchgänge sind heute größtenteils zugemauert. Auch in dem mittleren Durchgang wurde eine Mauer mit Rundbogen errichtet, der niedriger ist als der ursprüngliche Spitzbogen. In der Lünette dieses Bogens wurden Freskenreste gefunden.